# París-Roubaix 2000
La 98.ª París-Roubaix tuvo lugar el 11 de abril del 2000 y fue ganada por segunda vez por el belga Johan Museeuw.

## Clasificación final
| Posición | Ciclista          | Equipo        | Tiempo   |
| -------- | ----------------- | ------------- | -------- |
| 1        | Johan Museeuw     | Mapei         | 6h47'00" |
| 2        | Peter Van Petegem | Farm Frites   | a 15"    |
| 3        | Erik Zabel        | Deutsche Tel. | s.t.     |
| 4        | Tristan Hoffman   | Memory Card   | s.t.     |
| 5        | Stefano Zanini    | Mapei         | s.t.     |
| 6        | George Hincapie   | US Postal     | s.t.     |
| 7        | Marc Wauters      | Rabobank      | s.t.     |
| 8        | Franco Ballerini  | Lampre-Daikin | s.t.     |
| 9        | Steffen Wesemann  | Deutsche Tel  | a 21"    |
| 10       | Andrea Tafi       | Mapei         | a 1'18"  |